# 邵阳地区
邵阳地区为湖南省曾存在过的准行政区——地区，前身为中華民國湖南省「第六行政督察區」，中华人民共和国成立后改称“邵阳专区”、“邵阳地区”，1986年1月17日撤销，撤销之前的辖域全部划入邵阳市。

## 邵阳专区
- 1949年，设邵阳专区，邵阳专区辖原第六行政督察区辖域，专署驻邵阳县。
- 1950年10月19日，自邵阳县析置县级邵阳市，属邵阳专区，以邵阳县城关镇和祭祺、余湖、板卜、城北、田江渡5乡为其行政区域；专署驻邵阳市，专区辖1市、6县。
- 1952年，2月16日，自邵阳县、新化县二县析置新邵县；自邵阳县析置邵东县；自武冈县析置洞口县；自安化县、邵阳县、湘乡县、新化县四县析置蓝田县，7月15日蓝田县更名涟源县。11月13日，益阳专区撤销，原益阳专区所属湘乡县、双峰县、涟源县划入邵阳专区。专区辖邵阳市、邵阳县、新化县、武冈县、新宁县、城步县、隆回县，新邵县、邵东县、洞口县、湘乡县、双峰县、涟源县共计1市、12县，专署驻邵阳市。
- 1953年，邵阳市改为省辖市；邵阳专区辖12县。
- 1956年11月3日，城步县改为城步苗族自治县；专区辖11县、1自治县。
- 1958年，邵阳市复归邵阳专区。6月20日，原属黔阳专区绥宁县划归邵阳专区。邵阳专区辖1市、12县、1自治县。
- 1961年7月9日，自新化县析置冷江市，涟源县析置娄底市，2市归属邵阳专区；专区辖3市、12县、1自治县。
- 1962年10月20日，撤销冷江市并入新化县、撤销娄底市并入涟源县；专区辖1市、12县、1自治县。
- 1965年7月10日，湘乡县划至湘潭专区；邵阳专区辖1市、11县、1自治县。
- 1969年10月10日，自新化县析置冷水江市；专区辖邵阳市和冷水江市，邵阳县、新化县、武冈县、新宁县、隆回县、新邵县、邵东县、洞口县、双峰县、涟源县和绥宁县，城步苗族自治县共计2市、11县和1自治县，专署驻邵阳市。

## 邵阳地区
- 1970年，邵阳专区改称“邵阳地区”，地区驻邵阳市，所辖县级行政区与1969年相同。
- 1977年9月29日，因设立涟源专区，邵阳地区冷水江市和涟源县、双峰县、邵东县、新邵县、新化县计1市、5县划至涟源地区。邵阳地区辖邵阳市，邵阳县、武冈县、新宁县、隆回县、洞口县和绥宁县，城步苗族自治县共计1市、6县和1自治县，行署驻邵阳市。
- 1980年2月20日，邵阳市改为省辖市。邵阳地区辖邵阳县、武冈县、新宁县、隆回县、洞口县和绥宁县，城步苗族自治县共计6县和1自治县，行署驻邵阳市。

## 地市合并
邵阳地区和地级邵阳市经历二次合并。
- 1983年2月8日国务院【国函[1983]12号】撤消邵阳地区，6县和1自治县全部划归邵阳市。1983年7月13日国务院【国函[1983]137号】恢复邵阳地区，辖原6县1自治县。
- 1986年1月17日，撤销邵阳地区，邵阳地区所属邵阳县、武冈县、新宁县、隆回县、洞口县和绥宁县，城步苗族自治县共计6县和1自治县全部划归邵阳市。